# 暴かれた世界
「暴かれた世界」（あばかれたせかい）は、thee michelle gun elephantの13枚目のシングル。2001年3月22日に日本コロムビアより発売。

## 解説
- 2001年3月22日にリリースされた。CDとアナログの2タイプが存在する。初回限定盤のみカラーピクチャーレーベル仕様。規格番号はCDがCODA-50472、アナログがCOKA-50473。
- アルバム『ロデオ・タンデム・ビート・スペクター』の先行シングルとなった。今作が日本コロムビアでリリースされた最後のシングル曲となった。
- この楽曲のプロモーション・ビデオやジャケット写真の撮影の際、メンバーのクハラカズユキが目隠しをしながらオートバイを運転した。当然のことながら、クハラ自身が目隠し状態で運転したのではなく、前を走る車に引っ張ってもらっていた。クハラ曰く、撮影時に本当に怖くて絶叫しているときの写真がジャケット写真に使用された[1]、とされる。

## 収録曲
1. 暴かれた世界
  - （作詞:チバユウスケ、作曲:thee michelle gun elephant）
2. セプテンバー・パンク・チルドレン
  - （作曲:thee michelle gun elephant）
  - インストゥルメンタル楽曲。